# アルバート・ラスカー

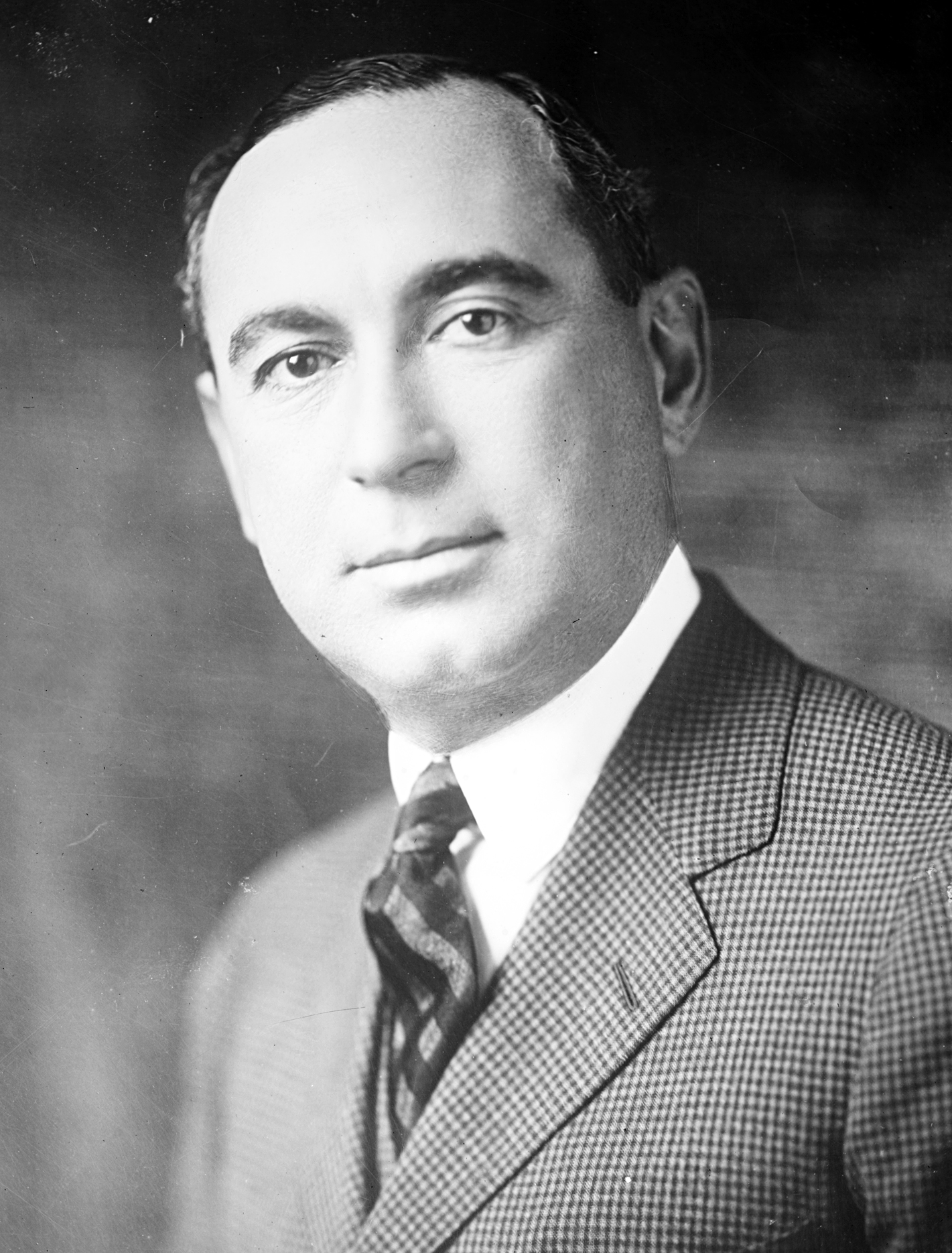
アルバート・ラスカー

アルバート・デイヴィス・ラスカー（Albert Davis Lasker, 1880年5月1日 - 1952年5月30日）はアメリカ合衆国の実業家。

## 生涯
両親の故郷であるドイツのフライブルクで生まれ、テキサス州ガルベストンで育つ。父親はいくつかの銀行の会長を務めた。アルバートはシカゴで新聞記者として働き始め、次に広告代理店のロード＆トーマス（Lord & Thomas Agency）に入社した。1903年に創業者ロードが引退すると、その跡を継いでパートナーとなり、1912年に彼はオーナーとして会社の株式をすべて取得した。彼はラジオ・メディアを利用した広告ビジネスにより成功を収め、現代における広告産業の創始者として広く社会から認知されるようになった。彼は共和党の支持者であり、1920年のウォレン・ハーディングの大統領選挙でも広告を利用して積極的な支援を行った。
ラスカーと彼の3番目の妻であるメアリー・ウッダード・ラスカーは有名な慈善家として知られた。夫妻は国立衛生研究所に莫大な寄付を行い、アメリカ国立がん研究所を創設するなど、その規模を拡大する上で重要な役割を果たした。また彼らは、特に医学分野の科学者や研究者を顕彰するための資金を提供し、1945年にラスカー財団およびアルバート・ラスカー医学研究賞を設立した。